# عقد 80
عقد 80 هو عقد امتد بين 1 يناير 80 و31 ديسمبر 89 بحسب التقويم الميلادي. سبقه عقد 70 ولحقه عقد 90.

## مواليد
- أنطونيوس بيوس (086)
- مرقيون السينوبي (085)
- آريانوس (089)
- الإمبراطور سيمو (083)
- فيبيا سابينا (086)

## وفيات
- لوقا (084)
- إنيانوس (082)
- تيتوس (081)

## كتب
- Yves Denis Papin (1998). Chronologie de l'histoire ancienne. Lieu de publication non identifié: Éditions Jean-paul Gisserot. ISBN:2-87747-346-5. OCLC:40746926. مؤرشف من الأصل في 2022-03-16.
- موسوعة حضارة العالم (2002) لأحمد محمد عوف.

## روابط خارجية
- تصفح سنة بسنة عقد 80 على موقع onthisday.com
- تصفح سنة بسنة عقد 80 ابتداءً من سنة عقد 80 على موقع المكتبة الوطنية الفرنسية